# 杜西诺圣米凯莱
杜西诺圣米凯莱（義大利語：Dusino San Michele），是意大利阿斯蒂省的一个市镇。总面积11.64平方公里，人口1011人，人口密度86.9人/平方公里（2009年）。ISTAT代码为005052。